# Алаев, Леонид Борисович
Леони́д Бори́сович Ала́ев (20 октября 1932, Москва — 31 июля 2023, там же) — советский и российский учёный, специалист по истории Индии и теоретическим проблемам истории Востока. Доктор исторических наук, профессор (1986), профессор ИСАА и МГИМО, главный научный сотрудник Института востоковедения РАН, где работал с 1956 года.

## Биография
Сводный брат (по матери) географа Э. Б. Алаева (1925—2001). Тетя Л. Б. Алаева по матери была замужем за А. М. Самариным.
В 1949—1954 годах учился на истфаке МГУ, затем поступил в аспирантуру этого факультета, в 1956 году с основанием Института восточных языков при МГУ перешёл в аспирантуру туда, где в июне 1959 года и защитил кандидатскую диссертацию «Сельская община в Южной Индии в XVII—XVIII вв.» В разное время обучался у профессора-индолога Александра Михайловича Осипова (1897—1969) — по проблемам истории Южной Индии, и И. М. Рейснера (1899—1958) — по проблематике сельской общины.
С 1956 года работал в Институте востоковедения АН СССР (РАН) — младшим, старшим, главным научным сотрудником. Как отмечает профессор Алексей Райков, «руководимый им семинар по социально-экономическим проблемам стран Востока в средневековье стал, по общему мнению, 'своего рода центром теоретической мысли' в Институте востоковедения».
В 1981—1988 годах занимал должность заведующего сектором «Энциклопедия Азии», в 1988—1998 годах был главным редактором журнала «Народы Азии и Африки» (с 1991 года — «Восток»). В 1982 году защитил докторскую диссертацию «Сельская община в Северной Индии. Основные этапы эволюции». С 1970 года — преподаватель, с 1986 года — профессор МГИМО МИД СССР (РФ). С 2005 года — профессор кафедры истории Южной Азии ИСАА МГУ. С 1982 года — заместитель председателя Всесоюзной ассоциации востоковедов, вице-президент Российского общества востоковедов. Подготовил 5 кандидатов и 2 доктора наук.
Один из авторов «Советской исторической энциклопедии» и «Большой российской энциклопедии», а также The Cambridge Economic History of India. Называл своим «другом и постоянным оппонентом» Л. С. Васильева.

## Научный вклад
Область научных интересов: средневековая история Индии; проблема сельских общин в классовом (стратифицированном) обществе; закономерности исторического процесса.
Отстаивал положение, что сельская община в классовом обществе генетически не связана с первобытным обществом, а является необходимым институтом того общества, в котором существует («несостоятельность марксистской концепции развития общины убедительно показал Л. Б. Алаев», — полагает Алексей Леонидович Рябинин). Она возникает в результате как социального творчества сельского населения, так и сознательных усилий властей и крупных землевладельцев по упорядочению эксплуатации подчиненного населения. Для неё характерны непротиворечивое сочетание частной собственности и общинного контроля; тесная связь прав на землю и фискальных или рентных обязанностей; наличие имущественной и социальной дифференциации. Сельская община может возникать или приобретать новые функции в течение истории древних и средневековых обществ.
Доказал, что индийская сельская община является уникальным институтом, потому что она состоит не из индивидуумов, а из каст. Широко известная специфика индийской общины, а именно то, что она включает, помимо земледельцев, ремесленников и членов служебных каст, объясняется не экономическими потребностями (обеспечение автаркии), а представлениями о ритуальной чистоте/нечистоте и необходимости взаимного ритуального обслуживания.
Выдвинул тезис о том, что модель феодализма, выработанная в период Возрождения для обозначения европейского средневековья, в большей мере отвечает реалиям обществ Востока, чем Европы. Европейское феодальное общество содержало в себе некоторые несистемные элементы, которые и
привели к его разложению. А на Востоке утвердился вариант феодализма, который оказался неблагоприятным для его преодоления.
Предлагал разделять закономерности мирового исторического процесса, с одной стороны, и конкретные исторические судьбы разных народов — с другой. Крупное членение исторического времени (этапы, «эпохи» или «формации») требует такого же крупномасштабного подхода к пространству. Движения же на уровне популяции (цивилизации) охватывают меньшее пространство и не подчиняются глобальным закономерностям. Противник цивилизационной теории.
«Леонид Борисович — ученый широкого диапазона», — говорил об Алаеве Пётр Михайлович Шаститко. Как характеризовал его А. В. Гордон: «Исследователь истории средневековой Индии, отдавший этой дисциплине более полувека творческой жизни, ставший, без преувеличения, классиком отечественной индологии».
Рецензент труда В. Н. Никифорова «Восток и всемирная история».

## Критика
По мнению проф. В. В. Бабашкина, Л. Б. Алаев подвергает уничтожающей критике «марксо-прогрессизм» в таком вопросе как крестьянская община — с позиций «рынко-прогрессизма».

## Работы
Автор около 200 научных работ, в том числе 12 монографий.

### Монографии
- Южная Индия. Социально-экономическая история XIV—XVIII вв. М.: Наука, 1964. 352 с.
- Такой я видел Индию. М.: Наука, 1971. 319 с.[К 1]
- Социальная структура индийской деревни (территория Уттар-Прадеша, XIX век). М.: ГРВЛ, 1976. 264 с.
- Сельская община в Северной Индии. Основные этапы эволюции. М.: ГРВЛ, 1981. 240 с.
  - Сельская община в Северной Индии. Основные этапы эволюции. Изд. 2-е, испр. и доп. М.: ЛЕНАНД, 2014. 293 с.
- Средневековая Индия. СПб.: Алетейя, 2003. 303 с.
- История традиционного Востока с древнейших времен до начала XX века: учебное пособие. М.: МГИМО (У), 2004. 380 с.
- История Востока. М.: РОСМЭН, 2007. 496 с. — А. М. Петров из ИВ РАН характеризовал данную книгу как «безусловно, явление, причем крупное и неординарное»[14].
  - История Востока с древнейших времен до начала XX века. Изд. 2-е, испр. и доп. М.: КРАСАНД, 2014. 366 с.
- История Индии: учебник. М.: Дрофа, 2010. 542 с. (В соавт. с А. А. Вигасиным и А. Л. Сафроновой).
- Южная Индия: общинно-политический строй VI—XIII вв. М.: ИВ РАН, 2011. 712 с.
- Историография истории Индии. М.: ИВ РАН, 2013. 470 с. | 3-е изд — М.: ЛЕНАНД, 2019. {Рец. А. В. Гордона}
- Сельская община: «роман, вставленный в историю». Критический анализ теорий общины, исторических свидетельств её развития и роли в стратифицированном обществе. М.: URSS. 2016. 480 с. {Рец. В. В. Бабашкина}
- Проблематика истории Востока М.: Ленанд. 2018. 520 с.

### Статьи
- Алаев Л. Б. Восток в мировой типологии феодализма. Восточный феодализм // История Востока. Т. II. Восток в средние века / Отв. ред. Л. Б. Алаев, К. З. Ашрафян. М.: Вост. лит., 1995.
- Алаев Л. Б., Тихонов Ю. Н. Ваххабиты в Британской Индии // Азия и Африка сегодня. 2001. № 3

### Энциклопедии
Советская историческая энциклопедия
- Бируни / Л. Б. Алаев // Советская историческая энциклопедия : в 16 т. / под ред. Е. М. Жукова. — М. : Советская энциклопедия, 1961—1976.

Большая Российская энциклопедия
- Бируни : [арх. 6 декабря 2022] / Л. Б. Алаев // «Банкетная кампания» 1904 — Большой Иргиз. — М. : Большая российская энциклопедия, 2005. — (Большая российская энциклопедия : [в 35 т.] / гл. ред. Ю. С. Осипов ; 2004—2017, т. 3). — ISBN 5-85270-331-1.
- Ваххабиты : [арх. 27 ноября 2022] / Алаев Л. Б., Жантиев Д. Р., Ярлыкапов А. А. // Большой Кавказ — Великий канал. — М. : Большая российская энциклопедия, 2006. — (Большая российская энциклопедия : [в 35 т.] / гл. ред. Ю. С. Осипов ; 2004—2017, т. 4). — ISBN 5-85270-333-8.
- Большая российская энциклопедия : [в 35 т.] / гл. ред. Ю. С. Осипов. — М. : Большая российская энциклопедия, 2004—2017..

## Цитаты
- «…Мнения — это золотой фонд науки, это единственное, чем мы располагаем как коллектив ученых» .
- «Капитализм, античеловеческую сущность которого он разоблачил и крах которого он (марксизм — прим.) предрек, оказался долгоживущим строем, и если за последние сто лет в значительной степени переродился, то не через революции, а путем, если можно так выразиться, самоусовершенствования» .
- Высказывался, что «войны [1941-1945 гг.] могло бы не быть, если бы не пакт Молотова — Риббентропа» .
- Европейская индология началась с публикации записок путешественников ХVI-ХVII вв. Их значение как источников… трудно переоценить. Но те же путешественники… способствовали тому, что ещё до научного изучения создались стойкие стереотипы об извечной неподвижности Востока, господстве там деспотизма и фанатизма или же, напротив, об исключительной его «духовности», противостоящей «материалистичности» Запада.
- Высказывался, что «представление о приоритете того или иного фактора (экономического, духовного и т. п.) следует, по крайней мере на время, отбросить…»